# Висока Поляна (Кирджалійська область)
Висо́ка Поля́на (болг. Висока поляна) — село в Кирджалійській області Болгарії. Входить до складу общини Кирджалі.

## Населення
За даними перепису населення 2011 року у селі проживали 274 особи, з них 264 особи (96,7%) — турки.
Розподіл населення за віком у 2011 році:
Динаміка населення: